# Anhydryt

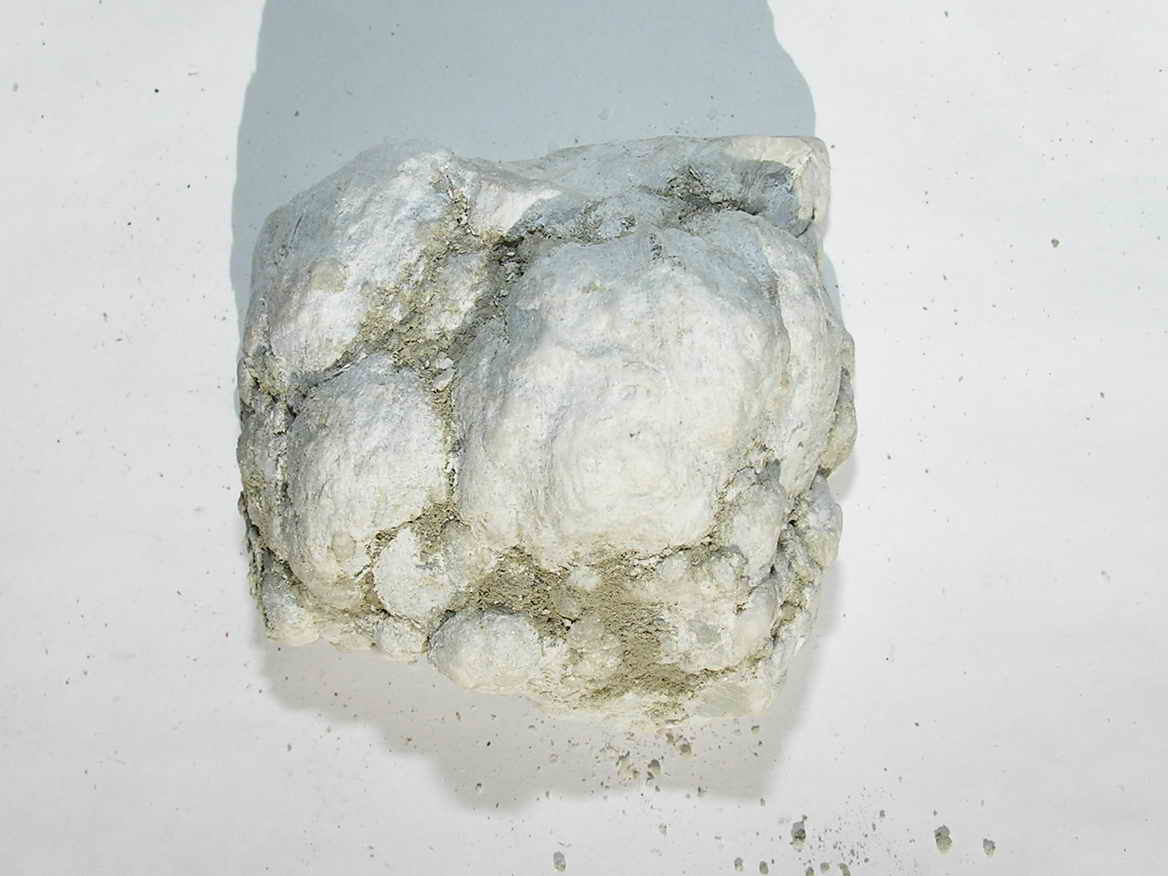
Anhydryt

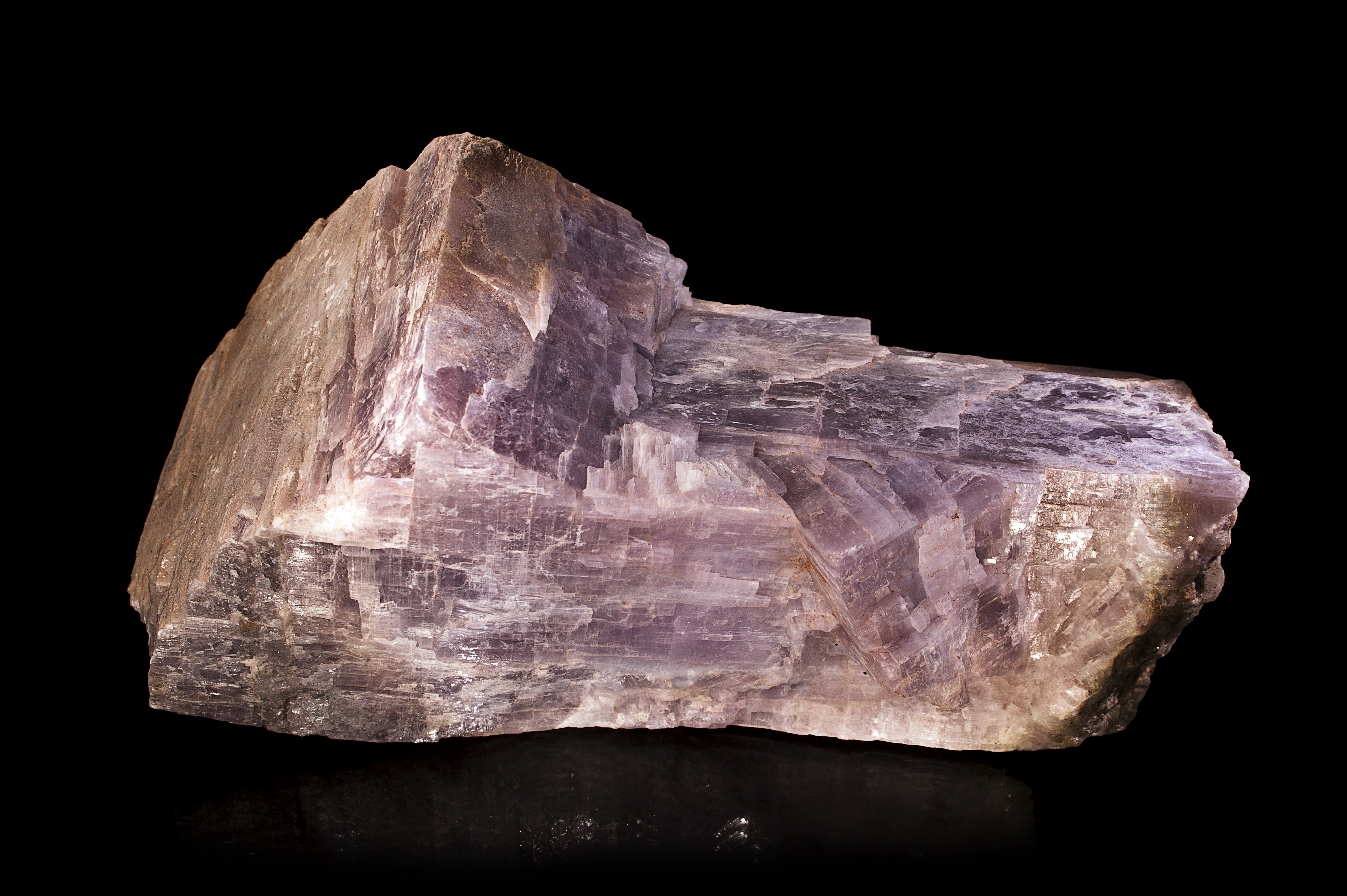
Anhydryt

Anhydryt (gr. an = bez i hydro = woda (anhydros =  bezwodny), nazywany czasem "gipsem bez wody") – substancja krystaliczna o barwie niebieskoszarej, rzadziej białej lub kremowej. Łatwo wchłania wodę, co powoduje zwiększenie jej objętości o nawet 60% Może przy tym pękać i rozwarstwiać się. Anhydryt jest stosowany w budownictwie, jubilerstwie oraz przemyśle cementowym. Nazwa ta obejmuje dwa pokrewne pojęcia:
1. minerał z grupy siarczanów – siarczan wapnia[1]
2. monomineralna skała osadowa (siarczanowa), zbudowana niemal wyłącznie z minerału o tej samej nazwie, a podrzędnie z gipsu, kalcytu, i halitu.

## Minerał

### Właściwości
- pod wpływem uderzenia rozpada się na podobne do kostek kawałki.
- rozpuszcza się w kwasie solnym i w wodzie.
- wietrzejąc, wchłania wodę i zmienia się w gips; przy czym zwiększa swoją objętość nawet o 60%. W trakcie wbudowywania wody pęcznieje i pęka (rozwarstwia się), tworząc niekiedy tzw. trzewiowiec (bo przypominający trzewia).

Tworzy kryształy o pokroju grubotabliczkowym, krótkosłupowym, bądź o postaci zbliżonej do sześcianu – na ścianach występują charakterystyczne zbrużdżenia. Często tworzy kryształy zbliźniaczone. Jest kruchy, przezroczysty; jest minerałem pospolitym, występuje w wielu rejonach Ziemi.
Anhydryt o niebieskim zabarwieniu nazywany jest angelitem.

### Występowanie
Występuje przede wszystkim w postaci monomineralnych skał – anhydrytów, spotykany jest również w iłach, mułowcach i marglach, jest jednak dużo rzadszy od swojego uwodnionego odpowiednika – gipsu.

## Skała
Monomineralna skała osadowa (siarczanowa), zbudowana niemal wyłącznie z minerału o tej samej nazwie, a podrzędnie z gipsu, kalcytu, i halitu.
Przeważnie ma barwę niebieskoszarą, rzadziej białą, kremową. Odznacza się teksturą masywną i zwykle bezkierunkową. Powstanie jej i zastosowanie jest analogiczne jak minerału o tej nazwie.

### Występowanie
Jest ewaporatem – produktem odparowania wody morskiej, lub dehydratacji (odwodnienia) gipsów.
Anhydryt (skała) występuje powszechnie w złożach gipsowo-solnych pochodzenia morskiego lub jeziornego, często w postaci oddzielnych złóż, niekiedy o znacznej miąższości.

#### Miejsca występowania
Występuje powszechnie na całym świecie, został znaleziony na wszystkich kontynentach w kilkuset lokalizacjach.
W Polsce występuje w okolicach Lwówka Śląskiego (Niwnice – Kopalnia Gipsu i Anhydrytu Nowy Ląd), Inowrocławia, Kłodawy, Lubania i in.

## Zastosowanie
Stosuje się go w przemyśle cementowym i do wyrobu kwasu siarkowego. Jako wypełniacz w procesie produkcji papieru, szeroko wykorzystywany w budownictwie (po przeróbce, zamiennie z gipsem) – tynki, okładziny, posadzki; wykorzystywany do płuczek wiertniczych. Ma znaczenie kolekcjonerskie. Znajduje zastosowanie w jubilerstwie oraz jako kamień ozdobny. Najcenniejsze okazy o barwie purpurowej pochodzą z Kanady i Szwajcarii. Kryształy szlifowane w formie kaboszonów, nie przekraczają masy 10 kr. Niezwykle fioletowe kryształy, osiągające długość do 30 cm, znaleziono podczas budowy tunelu Simplon w Alpach Walijskich (Szwajcaria/Włochy).